# Finale della Coppa delle nazioni africane 1982
La finale della Coppa delle nazioni africane 1982 si disputò il 19 marzo 1982 allo Stadio 11 giugno di Tripoli, tra le nazionali di Ghana e Libia. Il Ghana vinse la partita ai rigori per 7-6 dopo che i tempi regolamentari e supplementari terminarono 1-1, e così si aggiudicò il suo quarto trofeo nella massima competizione tra nazionali maschili africane.

## Le squadre
| Squadra | Finali (o spareggi) disputate in precedenza (il grassetto indica la vittoria) |
| ------- | ----------------------------------------------------------------------------- |
| Ghana   | 5 (1963, 1965, 1968, 1970, 1978)                                              |
| Libia   | Nessuna                                                                       |

## Cammino verso la finale

### Tabella riassuntiva del percorso
| Squadra | Pt | G |
| ------- | -- | - |
| Libia   | 4  | 3 |
| Ghana   | 4  | 3 |
| Camerun | 3  | 3 |
| Namibia | 1  | 3 |

| Squadra | Pt | G |
| ------- | -- | - |
| Libia   | 4  | 3 |
| Ghana   | 4  | 3 |
| Camerun | 3  | 3 |
| Namibia | 1  | 3 |

## Descrizione della partita
Il Ghana si portò in vantaggio pochi minuti dopo la mezz'ora,complice una papera del portiere libiano che lasciò Alhassan libero di tirare a porta vuota e segnare.
La Libia non si fece intimorire e pareggiò con Al-Beshari al 70' dopo un rimpallo tra l'attaccante della Libia e il portiere del Ghana.
I supplementari non videro ulteriori marcature.
Per la prima volta nella storie della competizione la finale si sarebbe decisa ai calci di rigore.
Dopo una drammatica e infinita serie di 13 rigori,il difensore centrale Zeiyu sbagliò il suo rigore regalando al Ghana il suo quarto trionfo,solamente 4 anni dopo l'ultimo successo.

## Tabellino
| Arbitro: | Sohan Ramlochun |

|                                                             |                      |                                                                        |
| Alhassan 35’                                                | Marcatori            | 70’ Al-Beshari                                                         |
| Lamptey Alhassan Paha Asaase Abbrey Mensah Quarshie Afriyie | Tiri di rigore 7 – 6 | Al-Beshari Sola Al-Ajeli Ben-Suleiman Al-Farjani Ghonaïm Jaranah Zeiyu |

| Ghana | Libia |

| Ghana          |    |                           |  |          |
|                |    |                           |  |          |
| P              | 22 | Michael Owusu Mensah      |  |          |
| D              |    | Haruna Yusif              |  |          |
| D              |    | Isaac Paha                |  |          |
| D              |    | Charles Kwame Sampson     |  |          |
| D              |    | Sampson "Gaddafi" Lamptey |  |          |
| C              |    | Windsor Kofi Abbrey       |  |          |
| C              |    | Albert Asaase             |  |          |
| C              |    | Kofi Badu                 |  | Uscita   |
| C              |    | John Essien               |  | Uscita   |
| A              |    | George Alhassan           |  |          |
| A              |    | Emmanuel Quarshie         |  |          |
| Sostituzioni:  |    |                           |  |          |
| C              |    | Abedi "Pele" Ayew         |  | Ingresso |
| C              |    | Opoku Nti                 |  | Ingresso |
| CT:            |    |                           |  |          |
| Charles Gyamfi |    |                           |  |          |

| Libia         |    |                        |  |          |
|               |    |                        |  |          |
| P             | 1  | Ramzy Al-Kouafi        |  |          |
| D             | 2  | Sassi Al-Ajeli         |  |          |
| D             | 3  | Ali Al-Beshari         |  |          |
| D             | 14 | Abdallah Zeiyu         |  |          |
| D             | 5  | Saleh Sola             |  |          |
| C             | 8  | Abdel Fatah Al-Farjani |  |          |
| C             | 10 | Fawzi Al-Issawi        |  |          |
| C             | 17 | Abdel Moneim Ghonaïm   |  |          |
| C             | 18 | Abdel Razak Al-Farjani |  | Uscita   |
| A             | 9  | Abdel Razak Jaranah    |  |          |
| A             | 7  | Faraj Al-Bor'osi       |  | Uscita   |
| Sostituzioni: |    |                        |  |          |
| C             | 12 | Abubaker Ben-Suleiman  |  | Ingresso |
|               | 15 | Mohamed Majdoub        |  | Ingresso |
| CT:           |    |                        |  |          |
| Bela Gotl     |    |                        |  |          |